# Добрилово (Новгородская область)
Добрилово — деревня в Валдайском районе Новгородской области России. Входит в состав Семёновщинского сельского поселения.

## География
Деревня находится в юго-восточной части Новгородской области, в зоне хвойно-широколиственных лесов, на северном берегу озера Добриловского, при автодороге 49Н-0346 (Сухая Нива — Большое Замошье — Заборовье), на расстоянии примерно 28 километров (по прямой) к юго-западу от города Валдай, административного центра района. Абсолютная высота — 194 метра над уровнем моря.

### Часовой пояс
Деревня Добрилово, как и вся Новгородская область, находится в часовой зоне МСК (московское время). Смещение применяемого времени относительно UTC составляет +3:00.

## Население
| 2010 |
| ---- |
| 2    |

Половой состав
По данным Всероссийской переписи населения 2010 года в гендерной структуре населения мужчины составляли 100 %.

Согласно результатам переписи 2002 года, в национальной структуре населения русские составляли 100 % из 7 чел.